# HMS Viken (V04)
HMS Viken (V04) var en svensk motortorpedbåt med nummer (T41) men som byggdes om till vedettbåt mellan åren 1976 och 1977 och fick då namnet Viken. Hon byggdes ursprungligen av Kockums och togs i bruk år 1952.